# Kyuss/Queens of the Stone Age
Kyuss/Queens Of The Stone Age è uno split EP delle band statunitensi Queens of the Stone Age e Kyuss, uscito nel dicembre del 1997. Le prime tre canzoni sono state registrate dai Kyuss, mentre le altre tre dai Queens of the Stone Age, del quale farà parte il chitarrista dei Kyuss Josh Homme.

## Tracce
1. Into the Void (Black Sabbath Cover)  – 8:00 (Butler/Iommi/Osbourne/Ward)
2. Fatso Forgotso  – 8:33 (Reeder)
3. Fatso Forgotso Phase II (Flip the Phase)  – 2:17 (Homme)
4. If Only Everything  – 3:32 (Homme)
5. Born To Hula  – 5:05 (Homme)
6. Spiders and Vinegaroons  – 6:24 (Homme)